# Iglesia de San José (Coy)
La iglesia de San José es un templo ubicado en pleno centro del casco urbano de la localidad lorquina de Coy (Región de Murcia). Fue edificada en el año 1722, siendo obispo de la diócesis de Cartagena don Luis Antonio de Belluga y Moncada. En el momento de su fundación fue dedicada a la advocación de San Antonio Abad.
En 1723 se segrega de la Colegiata de San Patricio, a la que pertenecía, y comienza a funcionar de forma autónoma como única parroquia de todas las Pedanías Altas, no siendo hasta 1754 cuando cambie su advocación y adquiera la actual de San José, llamándose parroquia de Campo Coy.
Templo de estilo Barroco murciano, de planta rectangular, posee tres naves, la central mayor que las laterales, así como cubierta de tejado a dos aguas con teja árabe.
Algunas de sus partes ampliadas por la reforma que se le hizo a principios de la década de 1970.
en el interior observamos una iglesia de tres naves, separadas por amplios arcos de medio punto y cúpula sobre pechinas en el crucero, en cada una de las naves menores aparece una capilla, la de la izquierda con imagen de Virgen del Rosario, Patrona de la Localidad y en la de la derecha la una representación del calvario.
En el altar mayor preside el retablo el Patrón de Coy, San José. 
Lo más interesante es la decoración interior de 1769, con motivos vegetales pintados en color azul sobre fondo blanco. Interesantes sus inscripciones en cada uno de los ábsides dedicados por familias y personas nobles de la época de la fundación. 
Durante la guerra civil el templo fue desacralizado, como la mayoría de templos en zona Republicana y usada como almacén y cochera. Ya en los años de las posguerra volvió a lucir su esplendor como iglesia parroquial restaurándose su sacralizaciones y reponiendo todo lo perdido.  
En los años 90 se restauró por completo todo su interior de pinturas con motivos florales,  aislando la mayoría de  las húmedas que el edificio presentaba.  
En 2012 el templo fue sometido a una gran reforma dado el estado de las cubiertas y adyacentes, realizando una modificación intentado que el edificio volviera a su esplendor inicial, cosa que al final no se consiguió.  
En el año 2023 se celebró por parte del Obispo de la diócesis de Cartagena, D. José Manuel Lorca Planes, el 300 aniversario de la fundación de la parroquia, evento al que asistieron autoridades civiles y eclesiásticas. 
En el año 2025, el Párroco D. Daniel Aparicio, colocó una gran iluminación pudiendo apreciarse mucho mejor la decoración de pinturas,tan rica en el interior del templo.   